# Município de Brvenica
Brvenica (em macedônio/macedónio:  Брвеницаⓘ) é um município localizado na Macedônia do Norte, sendo também o nome homônimo para a cidade onde a sede municipal está situada. De acordo com o último censo nacional macedônio realizado em 2002, o município tinha 15 855 habitantes.